# سيتي كنتربري
سيتي كنتربري هو حي غير حضري، في المملكة المتحدة، يقع في كنت، بلغ عدد سكانه 160,000  نسمة وذلك حسب إحصائيات سنة 2015، عاصمته كانتربيري، تبلغ مساحته 308.84 كيلومتر مربع.